# 廉恥
廉恥，是一種規範人類行為的道德準則與操守，於儒家思想中為「四維」的兩大構成概念「清正廉潔」與「行己有恥」，古中國提倡以「廉」誠化人與人互動的態度；以「恥」要求人自我反省的功夫。於基督教教義、《提摩太前書》中的解釋是指「一種被高貴的羞恥感所約束的心態，表現於溫文有禮、謙遜矜持的舉止」。世人推行廉恥、自守的品德約束與促進自我省思的傳統美德，催生出人類建基於是非、善惡與榮辱觀念之上深具自覺意識的「恥感文化」。

## 行為約束
自古人類透過道德規範來約束、克制本身所具備的一切慾望和作為生物的原始劣根野性，以區別自己與其他動物不同，塑造出綱常倫理來維繫文明與人性，藉由崇高的品德規範惕勵彼此自我省思與互相監督，來實現良好的社會風俗，包括人們對於手執權柄的官僚與士大夫以最嚴格的考核為實現「廉能政治」，士人也以嚴格的標準約束自己「知廉恥、行正道」，以身作則為他人表率，所謂「教化者，朝廷之先務；廉恥者，士人之美節；風俗者，天下之大事。朝廷有教化，則士人有廉恥；士人有廉恥，則天下有風俗。」人們透過履行廉潔的清白自守以及不斷檢討、杜絕錯誤以反省羞恥來達成整體社會發展的文明與進步。

## 相關文章
明末清初儒者顧炎武於其著作《日知錄》中有一名為〈廉恥〉的篇章，用於針砭、批判明朝末年變節出仕於清廷新政權的叛國遺臣。